# Кисельовський міський округ
Кисельо́вський міський округ (рос. Киселёвский городской округ) — міський округ Кемеровської області Російської Федерації.
Адміністративний центр — місто Кисельовськ.

## Історія
Кисельовськ отримав статус міста обласного підпорядкування 1936 року. 1940 року був утворений Кисельовський район, до складу якого увійшли Верхньо-Чумиська, Карагайлинська, Михайловська, Оселковська, Сергієвська та Трудармійська сільради, які раніше перебували у складі Кисельовської міської ради.
Станом на 2002 рік міській раді підпорядковувалось 2 населених пункти — місто Кисельовськ та смт Карагайлинський. 2004 року Кисельовська міська рада перетворена в Кисельовський міський округ, до складу увійшли також село Верх-Чумиш, присілки Александровка, Березовка та селище Октябринка Прокоп'євського району.

## Населення
Населення — 93471 особа (2019; 103019 в 2010, 110777 у 2002).

## Населені пункти
| № | Населений пункт         | Населення, осіб (2002) | Населення, осіб (2010) |
| - | ----------------------- | ---------------------- | ---------------------- |
| 1 | Александровка, присілок | 26                     | 30                     |
| 2 | Березовка, присілок     | 5                      | 7                      |
| 3 | Верх-Чумиш, село        | 355                    | 345                    |
| 4 | Карагайлінський, селище | 4436                   | 4245                   |
| 5 | Кисельовськ, місто      | 106341                 | 98365                  |
| 6 | Октябринка, селище      | 124                    | 27                     |